# One Voice (Barbra Streisand)
One Voice è un album dal vivo della cantante statunitense Barbra Streisand, pubblicato il 20 aprile 1987. È stato registrato durante il concerto in una "indimenticabile serata" (come si legge nel DVD pubblicato nel 2006) all'aperto a casa dell'artista a Malibù.
Nei primi vent'anni, One Voice ha raccolto più di 7 milioni di dollari, che sono stati devoluti attraverso la Fondazione Streisand ad attività antinucleari, per la preservazione dell'ambiente, libertà civili e diritti umani.

## Tracce
1. Somewhere (Leonard Bernstein, Stephen Sondheim) – 3:19
2. Evergreen (Barbra Streisand, Paul Williams) – 3:01
3. Something's Coming (Leonard Bernstein, Stephen Sondheim) – 4:12
4. People (Bob Merrill, Jule Styne) – 4:49
5. Send in the Clowns (Stephen Sondheim) – 4:38
6. Over the Rainbow (Harold Arlen, Yip Harburg) – 3:41
7. Guilty (Barry Gibb, Maurice Gibb, Robin Gibb) – 5:25
8. What Kind of Fool (Barry Gibb, Albhy Galuten) – 4:31
9. Papa, Can You Hear Me? (Michel Legrand, Alan Bergman, Marilyn Bergman) – 4:32
10. The Way We Were (Alan Bergman, Marilyn Bergman, Marvin Hamlisch) – 3:48
11. It's a New World (Harold Arlen, George Gershwin) – 3:03
12. Happy Days Are Here Again (Milton Ager, Jack Yellen) – 4:42
13. America the Beautiful (Katharine Lee Bates, Samuel A. Ward) – 5:02